# أوتو ناثان
أوتو ناثان (بالألمانية: Otto Nathan)‏ هو اقتصادي ألماني وأمريكي، ولد في 15 يوليو 1893 في بينغن آن در راين في ألمانيا، وتوفي في 27 يناير 1987 في نيويورك في الولايات المتحدة.